# 혼유
혼유(混油)는 자동차에 연료를 주유할 때 규정된 연료가 아닌 연료를 넣는 행위이다. 혼유는 자동차의 엔진에 문제를 일으켜 사고를 일으킬 수 있기 때문에 사전에 방지해야 한다.

## 혼유 사고의 유형
- 디젤 엔진 + 휘발유
- 디젤 엔진 + 등유
- 가솔린 엔진 + 경유
- 가솔린 엔진 + 등유